# Tour der italienischen Rugby-Union-Nationalmannschaft nach Rhodesien und Südafrika 1973
| Tour der Italiener nach Rhodesien und Südafrika 1973 | Tour der Italiener nach Rhodesien und Südafrika 1973 | Tour der Italiener nach Rhodesien und Südafrika 1973 | Tour der Italiener nach Rhodesien und Südafrika 1973 | Tour der Italiener nach Rhodesien und Südafrika 1973 |
| Übersicht                                            | S                                                    | G                                                    | U                                                    | N                                                    |
| ---------------------------------------------------- | ---------------------------------------------------- | ---------------------------------------------------- | ---------------------------------------------------- | ---------------------------------------------------- |
| Sonstige Spiele                                      | 9                                                    | 1                                                    | 0                                                    | 8                                                    |
| Gesamt                                               | 9                                                    | 1                                                    | 0                                                    | 8                                                    |

Die Tour der italienischen Rugby-Union-Nationalmannschaft nach Rhodesien und Südafrika 1973 umfasste eine Reihe von Freundschaftsspielen der italienischen Rugby-Union-Nationalmannschaft. Sie reiste von Mitte Juni bis Mitte Juli 1973 durch Rhodesien und Südafrika, wobei sie während dieser Zeit neun Spiele bestritt. Diese endeten mit einem Sieg und acht Niederlagen, Test Matches standen keine auf dem Programm.

## Spielplan

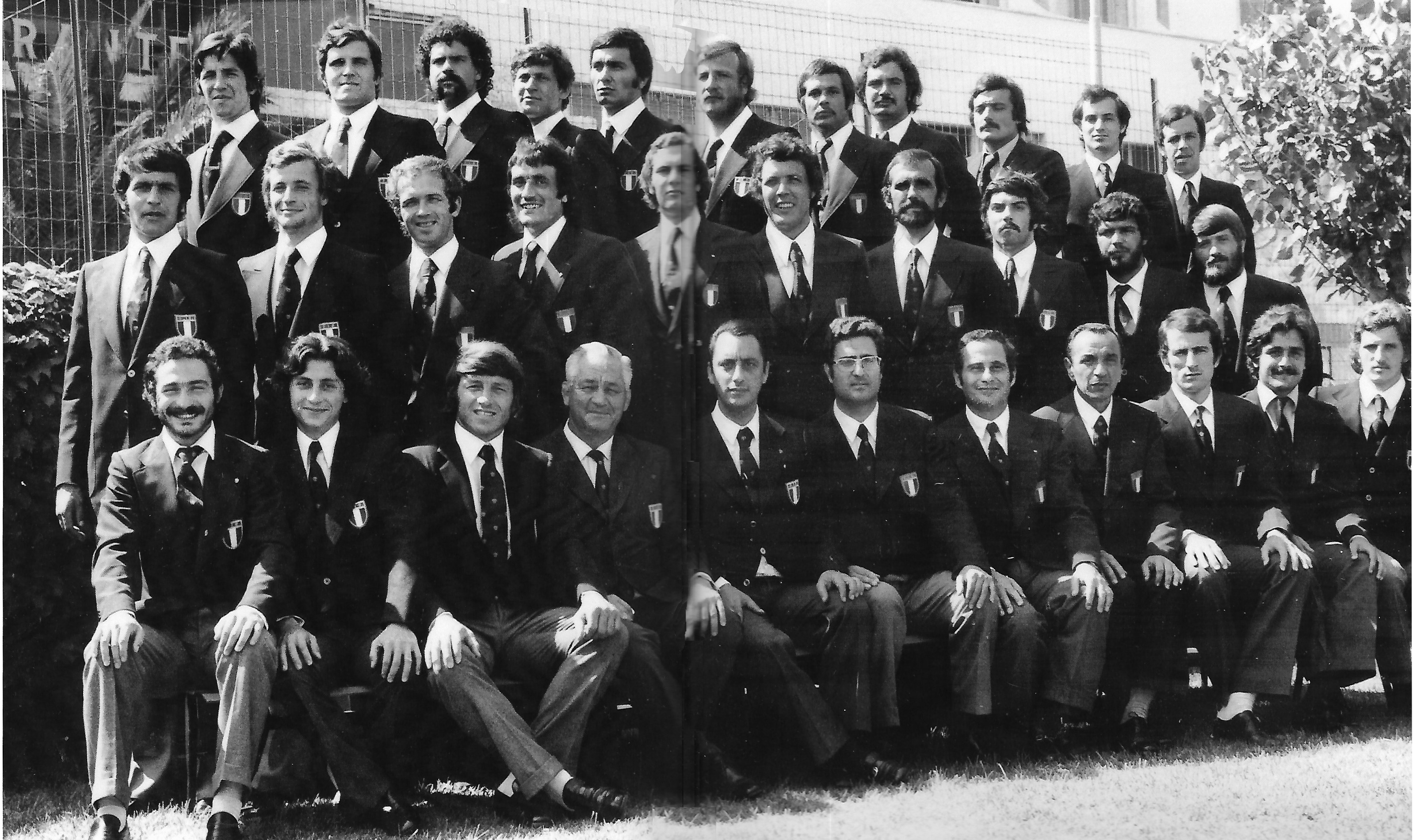
Gruppenfoto der italienischen Mannschaft

- Hintergrundfarbe grün = Sieg
- Hintergrundfarbe rot = Niederlage

(Ergebnisse aus der Sicht Italiens)
| # | Datum         | Gegner              | Ort            | Stadion              | Ergebnis |
| - | ------------- | ------------------- | -------------- | -------------------- | -------- |
| 1 | 16. Juni 1973 | Rhodesien           | Salisbury      | Police Grounds       | 4:42     |
| 2 | 20. Juni 1973 | Western Transvaal   | Potchefstroom  | Olën Park            | 32:6     |
| 3 | 23. Juni 1973 | Border              | East London    | Basil Kenyon Stadium | 12:25    |
| 4 | 27. Juni 1973 | North Eastern Cape  | Cradock        | Cradock Rugby Club   | 12:31    |
| 5 | 30. Juni 1973 | Natal               | Durban         | Kings Park Stadium   | 3:33     |
| 6 | 04. Juli 1973 | Eastern Transvaal   | Witbank        | van Riebeeck Stadium | 12:39    |
| 7 | 07. Juli 1973 | SAARB Leopards      | Port Elizabeth | Boet Erasmus Stadium | 24:4     |
| 8 | 09. Juli 1973 | Northern Free State | Welkom         | North West Stadium   | 11:12    |
| 9 | 11. Juli 1973 | Transvaal           | Johannesburg   | Ellis Park Stadium   | 24:28    |